# Pfarrhaus (Stötten am Auerberg)

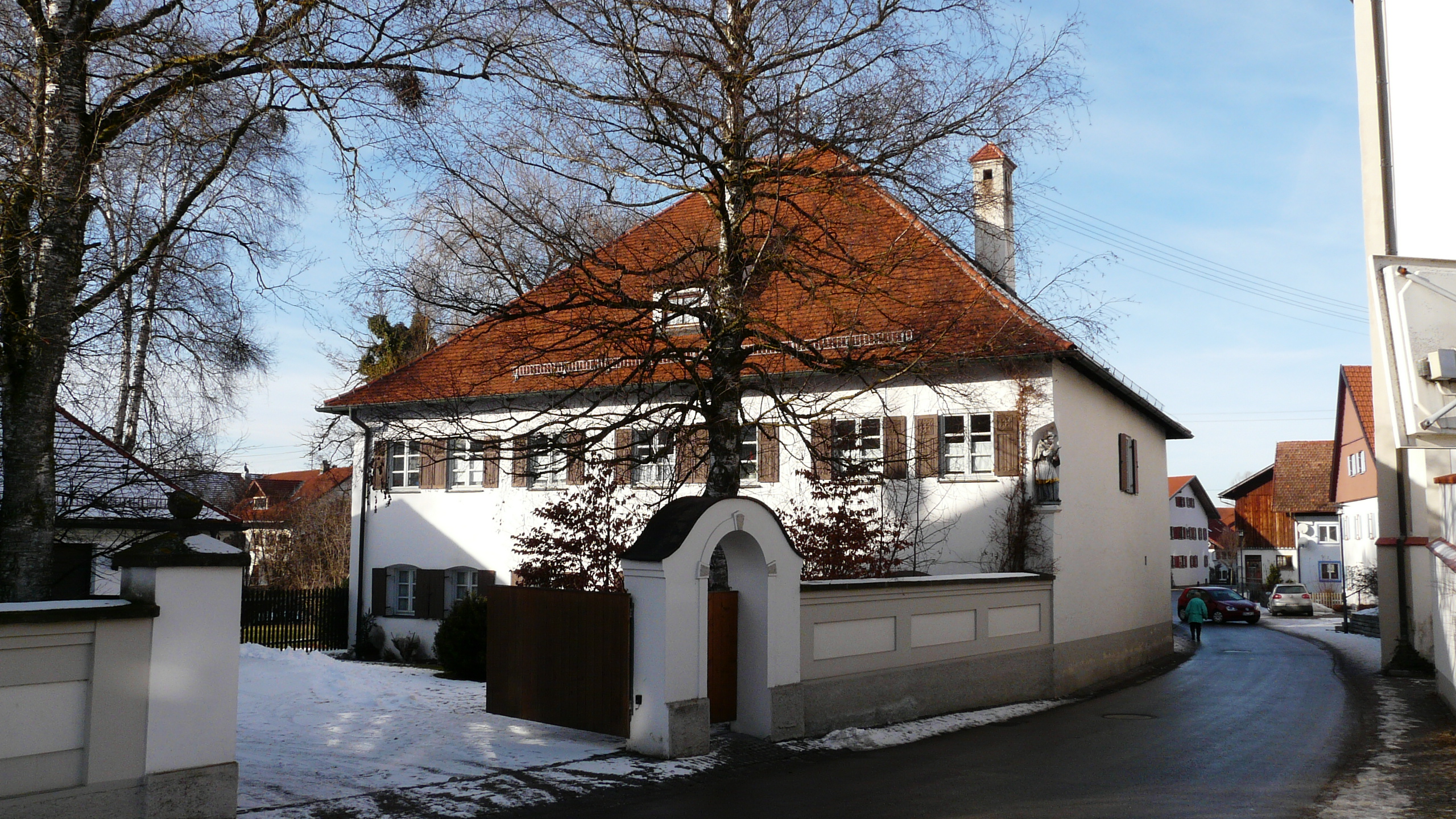
Pfarrhaus in Stötten am Auerberg

Das Pfarrhaus in Stötten am Auerberg, einer Gemeinde im Landkreis Ostallgäu im bayerischen Regierungsbezirk Schwaben, wurde Ende des 17. Jahrhunderts errichtet und 1739/40 umgestaltet. Das Pfarrhaus an der Dorfstraße 13, westlich der katholischen Pfarrkirche St. Peter und Paul, ist ein geschütztes Baudenkmal.

## Beschreibung
Der zweigeschossige Walmdachbau besitzt sieben Fensterachsen an der Eingangsseite. Im Treppenhaus finden sich Stuckaturen aus der Zeit um 1710, die wohl von Matthias Lotter geschaffen wurden. Im sogenannten Bischofszimmer sind Stuckaturen vermutlich von Georg Vogel dem Jüngeren von 1725 und an der Decke des oberen Ganges ebenfalls Stuckaturen aus den Jahren 1739/40 mit Reliefs der vier Elemente, die Joseph Halbritter und Jakob Filser zugeschrieben werden.